# Frederick Stanley, 16. jarl af Derby
Frederick Arthur Stanley, 16. jarl af Derby (født 15. januar 1841, død 14. juni 1908) var en engelsk politiker. Han var søn af Edward Smith-Stanley, 14. jarl af Derby og yngre bror til Edward Stanley, 15. jarl af Derby. 
Stanley var 1862–65 officer i garden, men afgik som kaptajn. Han valgtes 1865 til Underhuset som konservativ og fortrængte 1868 Lord Hartington fra hans kreds i Lancashire. Han blev 1874 finansiel sekretær i Krigsministeriet, overflyttedes 1877 i samme egenskab til Skatkamret og blev marts 1878 krigsminister indtil april 1880, da hele ministeriet gik af. Juni 1885, da det konservative parti igen kom til magten, blev han minister for kolonierne, dog kun et halvt års tid, og endelig juli 1886 handelsminister og samtidig ophøjet til peer som Baron Stanley. 1888–93 var han generalguvernør i Canada, og da broderen døde barnløs, blev han 1893 jarl af Derby.